# Les Brigittines

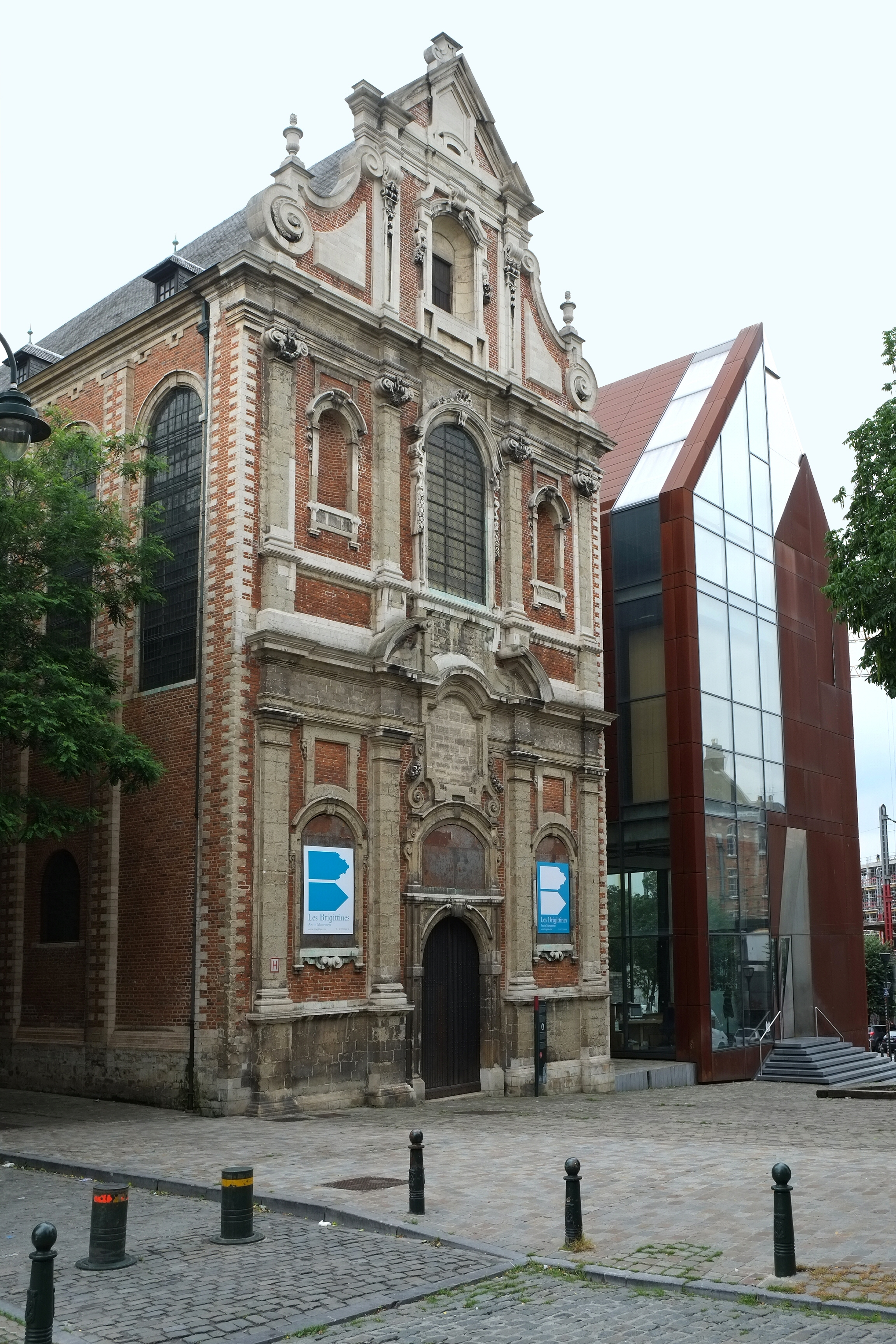
Les Brigittines

Les Brigittines sont un centre d'art de la Ville de Bruxelles en Belgique dédié à la création chorégraphique contemporaine. Les Brigittines sont situées au cœur des Marolles quartier populaire, historique et touristique. La Chapelle des Brigittines (en néerlandais : Brigittinenkapel) est le dernier vestige existant d'un ancien couvent du XVIIème siècle

## Historique

### Des origines au XXèmesiècle
Le prénom Brigitte est d’origine celtique et signifiait « haute, forte, puissante ». Le nom Les Brigittines provient de Brigitte de Suède qui, née à Finstad, près d’Uppsala, était la fille du gouverneur de la région d’Uppland. Brigitte de Suède, à son veuvage, fonda un nouvel ordre religieux, masculin et féminin, du Saint-Sauveur. Elle est protectrice des voyageurs. Dans l’iconographie, elle porte parfois la croix des Filles de Brigitte (ou « brigittines »).
En 1623, l’archiduchesse Isabelle accorda à l’ordre de Brigitte de s’établir à Bruxelles. La confrérie des Brigittines, originaire de Termonde, acheta en 1637 une propriété située à l’endroit de l’actuelle rue des Brigittines (qui porte encore leur nom). En 1663, elle fit construire un couvent avec une chapelle. La chapelle, « rare bâtiment mono-nef », fut conçue par l’architecte Léon Van Heil dans le style Renaissance italo-flamand. Lors du bombardement de 1695, qui réduisit en cendre la plus grande partie des Bruxelles, le bâtiment fut peu endommagé. Joseph II mit cependant fin en 1784 à la vocation religieuse de l’édifice.
Désaffectée comme monument religieux, de 1783 à 1920, la Chapelle des Brigittines fut utilisée comme école (1783), Mont-de-piété (1789), entrepôt pour livres provenant de monastères (1789), avant de servir de prison (1792), de pharmacie militaire (1796), d’arsenal, d’hospice, d’entrepôt de bière et de bois (1798), de marché couvert (1830), de salle de bal (1850) et enfin d’entrepôt pour un éditeur. En 1920, la Chapelle fut mise en vente publique. La Ville de Bruxelles l’acquit deux ans plus tard et par une restauration heureuse, la sauva de près de deux siècles de déboires et d’affectations diverses. Sa façade fut classée en 1936. L’ensemble du bâtiment le fut, quant à lui, en 1953.

## Un lieu dédié à la danse contemporaine
Après une nouvelle restauration de la Chapelle des Brigittines voulue par la Ville de Bruxelles et l’Echevinat des Beaux-Arts et de la Culture, un premier spectacle de danse y est joué en 1975 : 23 Skidoo (Frédéric Flamand).
En 1982, de nouveaux travaux d’aménagement sont entrepris. La même année voit le jour le Festival Bellone-Brigittines, qui deviendra plus tard le Festival International des Brigittines.
En 1997, une asbl est créée pour veiller à l'accomplissement du projet pour le lieu. A partir de ce moment, si le bâtiment appartient toujours bien à la Ville, son activité n'est plus directement financée par la collectivité, mais indirectement, par le biais de subsides à l'asbl.
En 1999, Les Brigittines sont reconnues Centre d'art contemporain du Mouvement et de la Voix de la Ville de Bruxelles.
A l'initiative conjointe de l'asbl et de la Ville de Bruxelles qui en assuma le financement, un concours d'architecture fut lancé au début des années 2000 pour la construction d'une extension voulue pour permettre le développement de l'activité artistique et culturelle. Le concours est remporté par l'architecte italien Andrea Bruno en collaboration avec les belges de Sum Project (anciennement Groep Planning). Le chantier débuta le 9 mai 2005. L’extension, clone contemporain de la chapelle classique, fut ouverte au public le 20 août 2007.
A partir de 2010, Les Brigittines dont la programmation mêlait jusque là théâtre, danse, musique et arts plastiques, se focalisent désormais sur la danse contemporaine, et deviennent le Centre d'art contemporain du mouvement de la Ville de Bruxelles, également connues comme Playhouse for Movement.
Les Brigittines sont aujourd'hui principalement subsidiées par la Ville de Bruxelles et par la Fédération Wallonie-Bruxelles.

### Directions générales et artistiques des Brigittines
- origines - 2009 : Monique Duren
- 2010 - 2024 : Patrick Bonté
- depuis 2025 : Charles Vairet

## Accès
| ___ | Ce site est desservi par la station de métro : Gare du Midi. |

 et par les bus 48 et 52 (arrêt Chapelle/Kapellekerk).